# Charles Messier
Charles Messier, francoski astronom, * 26. junij 1730, Badonviller, pokrajina Meurthe-et-Moselle, Francija, † 12. april 1817, Pariz, Francija.

## Življenje in delo
Messier je prvi raziskoval meglice. Odkril je 21 kometov. Leta 1774 je izdal katalog 45 astronomskih teles zunaj Osončja, kot so meglice in zvezdne kopice. Katalog je izdal, da bi lahko pri iskanju kometov razločevali med nepomičnimi in gibajočimi se telesi na nebu. Do leta 1781 je katalog narasel na 110 teles, ki se uporablja še danes, vključno z oznakami od M1 do M110.

## Priznanja

### Poimenovanja
Po njem se imenuje asteroid 7359 Messier.